# Гермократ
Гермокра́т (др.-греч. Ἑρμοκράτης), сын Гермона — сиракузский политический деятель, тесть Дионисия Старшего; прославился как патриот, умелый оратор и искусный стратег.
Выходец из аристократической семьи, Гермократ убеждал сицилийские города положить конец междоусобиям и составить союз против Афин, но встретил в Сиракузах опасного соперника в Афинагоре, главе народной партии.
В 415 году до н. э., во время нападения на Сицилию афинского флота, Гермократ был поставлен своими согражданами во главе войска, но, вследствие противодействия демократической партии, был вскоре смещён. Тем не менее он много содействовал поражению афинян и упрочению союза между сиракузцами и спартанцами.
В 412 году до н. э. он получил начальство над флотом, посланным, по его настоянию, на помощь лакедемонянам; участвовал в битве при Кизике и, после поражения спартанского флота, нашёл убежище у Фарнабаза.
Между тем в Сиракузах народная партия добилась его изгнания; раздражённое этим войско предложило Гермократу силой вернуть его в отечество, но последний не хотел быть виновником междоусобий. Однако вскоре он стосковался по своей родине. С помощью Фарнабаза он собрал несколько тысяч наёмников и, после неудачной попытки силой вернуться в Сиракузы, засел с ними в Селинунте, откуда делал набеги на владения карфагенян, чем приобрёл большую популярность среди сицилийских греков.
Однако тщетны были все его старания вернуться в свой родной город: враждебное отношение к нему демократической партии не изменилось и после того, как он отослал в Сиракузы тела своих соотечественников, павших при Гимере. Потеряв наконец терпение, Гермократ сделал вторичную отчаянную попытку вернуться силой на родину, но потерпел неудачу и был убит в 408/407 году до н. э.